# Mount Expedition
Der Mount Expedition ist ein 955 m hoher und markanter Berg an der Loubet-Küste des Grahamlands im Norden der Antarktischen Halbinsel. Auf der Südseite der Arrowsmith-Halbinsel ragt er westlich des Lliboutry-Gletschers und nördlich der Blaiklock-Insel auf.
Das UK Antarctic Place-Names Committee benannte ihn 2013. Namensgeber ist die British Services Antarctic Expedition im Jahr 2012.